# 壓榨 (葡萄酒)

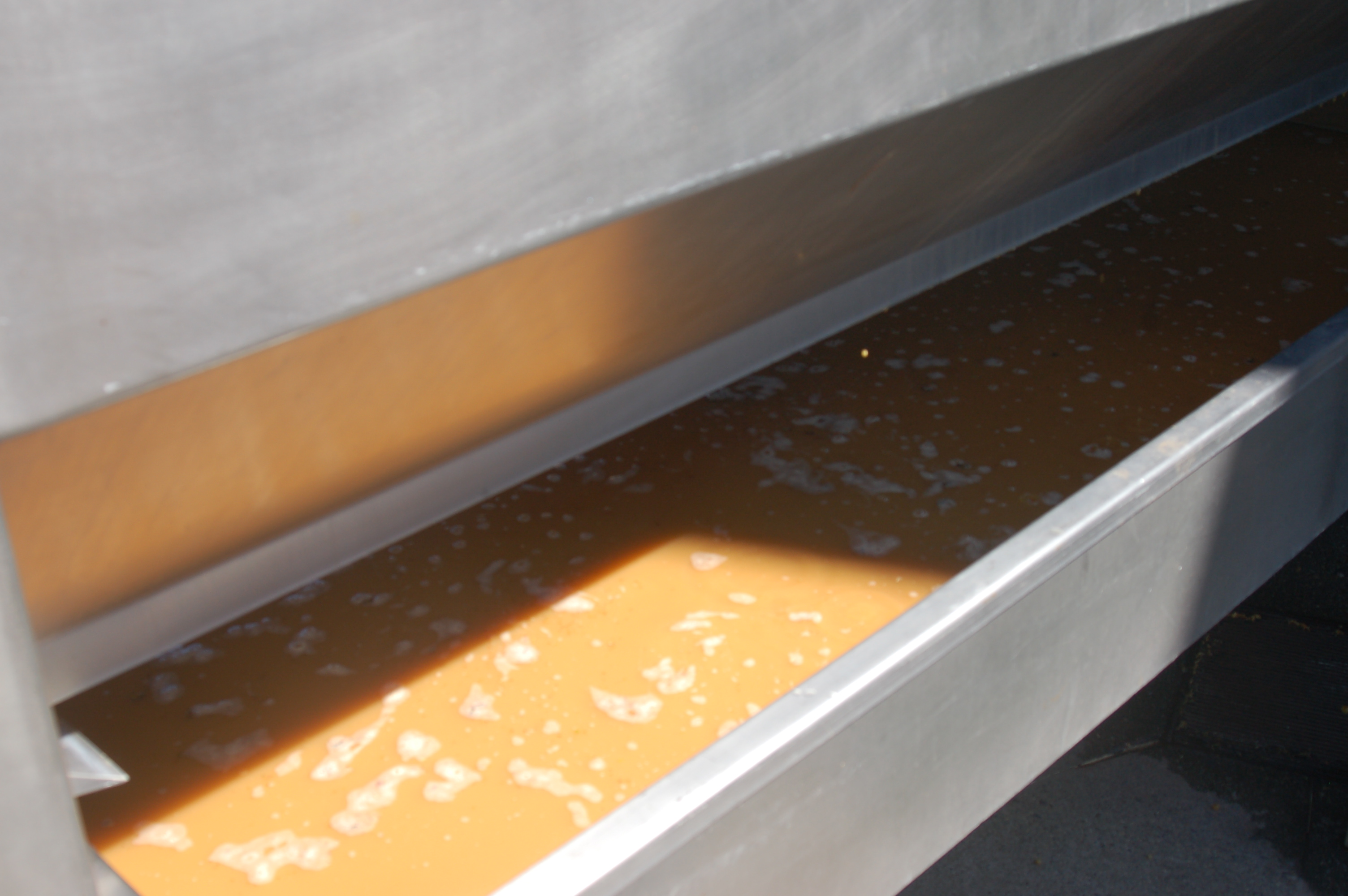
壓榨過的维欧尼葡萄汁

壓榨是釀製葡萄酒時將葡萄汁從葡萄中榨取出來的過程，一般在這之前會先將葡萄壓碎。壓榨可以靠酒榨机、人工甚至只依靠葡萄自身的重量來完成，在歷史上，曾經使用過用人的腳踩來榨取葡萄汁的辦法，現在絕大多數釀酒人都已經轉而使用分離、去梗及榨汁一體化的機器了。但是也有例外，香檳地區的氣泡酒釀製採用的是“整串壓榨法”，這種方法不會去掉葡萄的梗。

## 歷史

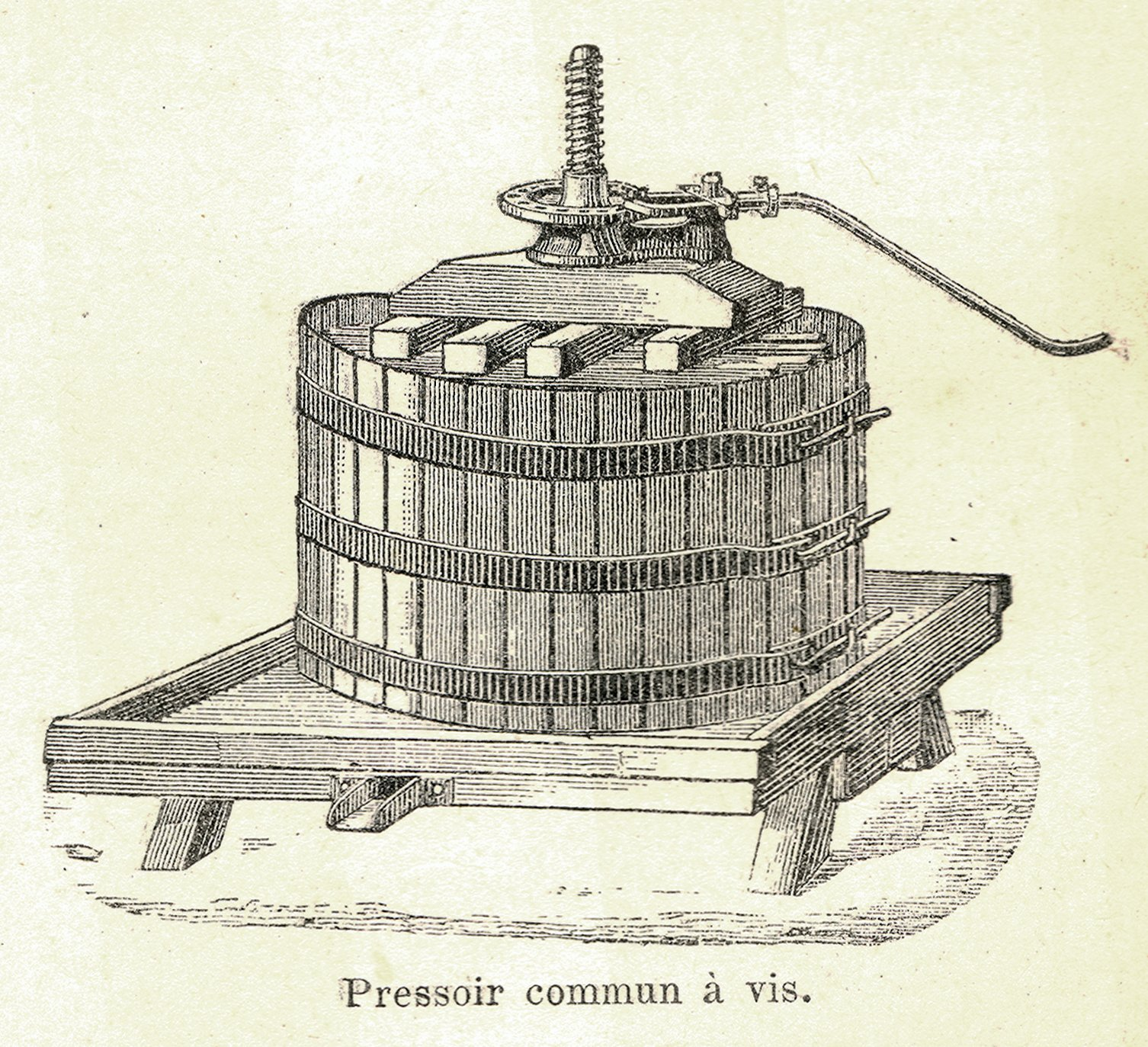
歐洲中世紀就有的筐式压榨机

最早的葡萄酒壓榨可能就是直接用手或腳來完成的，然後將壓碎的葡萄其放置在容器中使之發酵。這種方法會導致葡萄酒色澤和酒體無法完美。古埃及人發明了一種使用帶子協助擠壓布做的包來提取葡萄汁的方法。
古希臘人和古羅馬人發明了使用大型木梁和絞盤等部件做成的榨汁器。最終中世紀的貴族和教士發明出了筐式压榨机，很多教堂都有記載一些封建領主向他們提供糧食以使用壓榨機釀酒的記錄。17至18世紀，機器壓榨在整個歐洲逐漸流行開來，這時的葡萄酒也有了更好的陳化潛力並可以運輸到更遠的地方了。
在20世紀，葡萄酒壓榨方法從原來腳踩、筐式压榨机等縱向壓榨法變為橫向壓榨，並可以持續壓榨而不必要像前者那樣要倒出前一次的殘渣。也有在密封環境中進行壓榨的方法出現（有時會加入氮氣來創造一個低氧環境），這樣可以避免葡萄與空氣接觸。此外，許多壓榨過程都已可由電腦來更精確地控制。

## 單純壓碎和壓榨
在白葡萄酒釀造過程中，壓榨這一步驟通常位於壓碎葡萄之後、第一次發酵之前。在紅酒釀造過程中，這一步驟也位於壓碎葡萄之後，但是處於發酵快結束時或之後的浸漬前。單只壓碎葡萄這一步驟就可以獲得大約60-70%的可用果汁。剩餘的部份通過真正的壓榨得到，相對前者有較高的pH值、較低的滴定酸度和較高的酚類物質，也可能有較高的含量的揮發酸。釀酒人通常會把這兩種不同的葡萄汁分開裝瓶，或在之後混合二者釀酒。許多葡萄汁含有85-90%的壓碎葡萄汁和10-15%的壓榨葡萄汁。
單純壓碎葡萄和壓榨之間最大的不同是壓榨會產生更高的pH值、較低的滴定酸度和較高的酚類物質，也可能有較高的含量的揮發酸。其中一些對釀造葡萄酒來說是有益的，例如酚類可以提供葡萄酒以不同的香氣和陳華潛力。但也有些物質會使得葡萄酒更澀、更苦，以及可能導致白葡萄酒變褐、影響口感與平衡等。
這些影響的程度也會因最初葡萄收穫時的環境、壓力的使用和葡萄在壓榨中的擠碰等的不同而或大或小。

## 影響因素

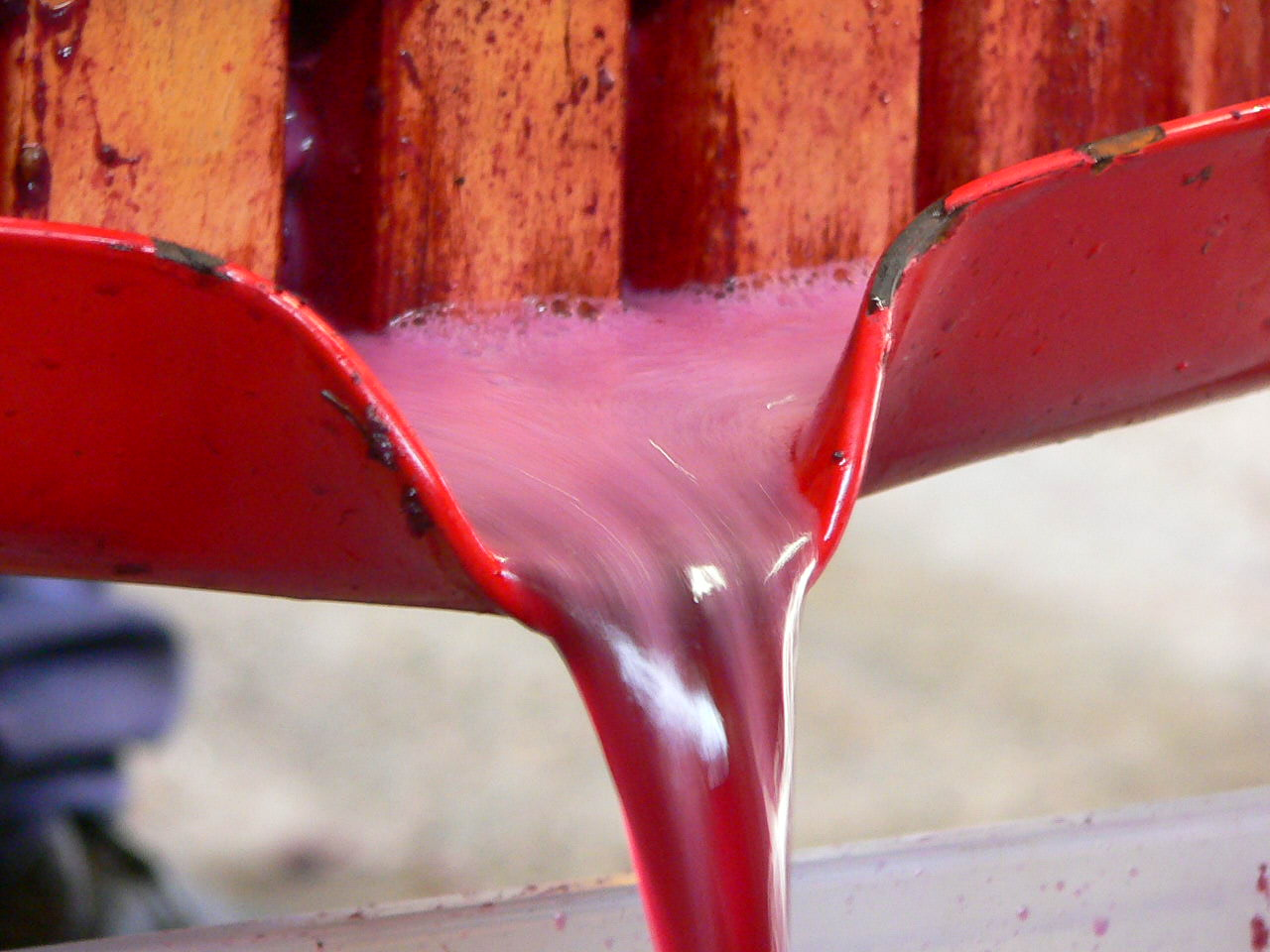
在紅酒釀造過程中，壓榨位於壓碎葡萄之後，但是處於發酵快結束時或之後的浸漬前。

壓榨的方法和時間選擇在葡萄酒釀造過程中是極其重要的，在釀造白葡萄酒時，壓榨發生在壓碎葡萄之後、第一次發酵之前。這時釀酒人需要決採用要多大的壓力，并決定想要多少的葡萄汁。一些葡萄品種，例如賽美蓉很容易不傷到葡萄皮就榨出汁來。而其他一些品種，例如卡托巴的皮更堅韌於是就需要更大的壓力。釀造紅酒時，有時釀酒師會在全幹之前（例如3-8白利糖度）開始壓榨。
葡萄收穫期的年景和葡萄的成熟度也是必須考慮到的，較冷的年份葡萄一般會提前採摘，於是導致葡萄中的鞣質口感變差。此時釀酒師可能會提前壓榨葡萄（例如15白利糖度），這在澳大利亞被稱作“短缸”（short vatting）。在溫暖的年份，鞣質質量變好，釀酒師就會推遲壓榨的時間，有時長達一個月。
其他壓榨時或之前可能需要做的准備還有：降低pH值、進行沉澱、去除一些沉澱物以及多餘的鞣質。有高含量果膠的葡萄可能會和這些沉澱發生凝固作用，導致葡萄酒難以穩定。一些釀酒師會使用果膠酶來打破其細胞壁，產生更多的果汁。如果沒有選好合適的壓榨方法，過多的沉澱就會在過濾葡萄酒時堵塞以及損壞過濾器。

## 類型

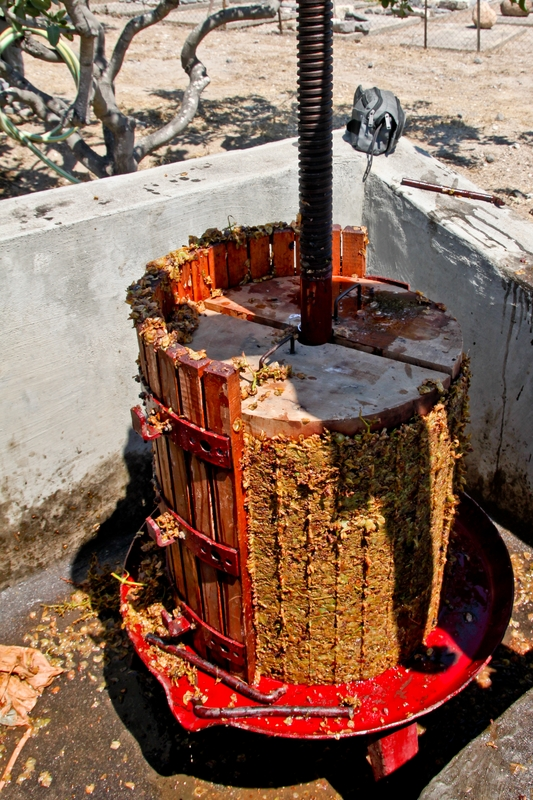
一個去掉了一部份板條的筐式壓榨機，可以看到其中壓榨後的殘渣形成的塊狀物，每一次壓榨時都要去除前一次的渣滓

大體上葡萄酒壓榨可分為間歇和不間歇進行兩種，前者要不斷去除壓榨留下的殘渣。通常間歇壓榨法比較“溫和”，可以減小壓榨過程葡萄皮的受損程度，從而更好地保證葡萄酒的口感，但相對應的也就需要更多的時間。不間歇壓榨則恰恰相反，有些不間歇壓榨法每小時可處理超過100公噸葡萄。
20世紀末期高質量的隔膜式压滤机的發展使得許多釀酒人轉向使用不間歇壓榨法，不過同時一些小酒廠仍然會採用筐式壓榨機。

### 間歇壓榨

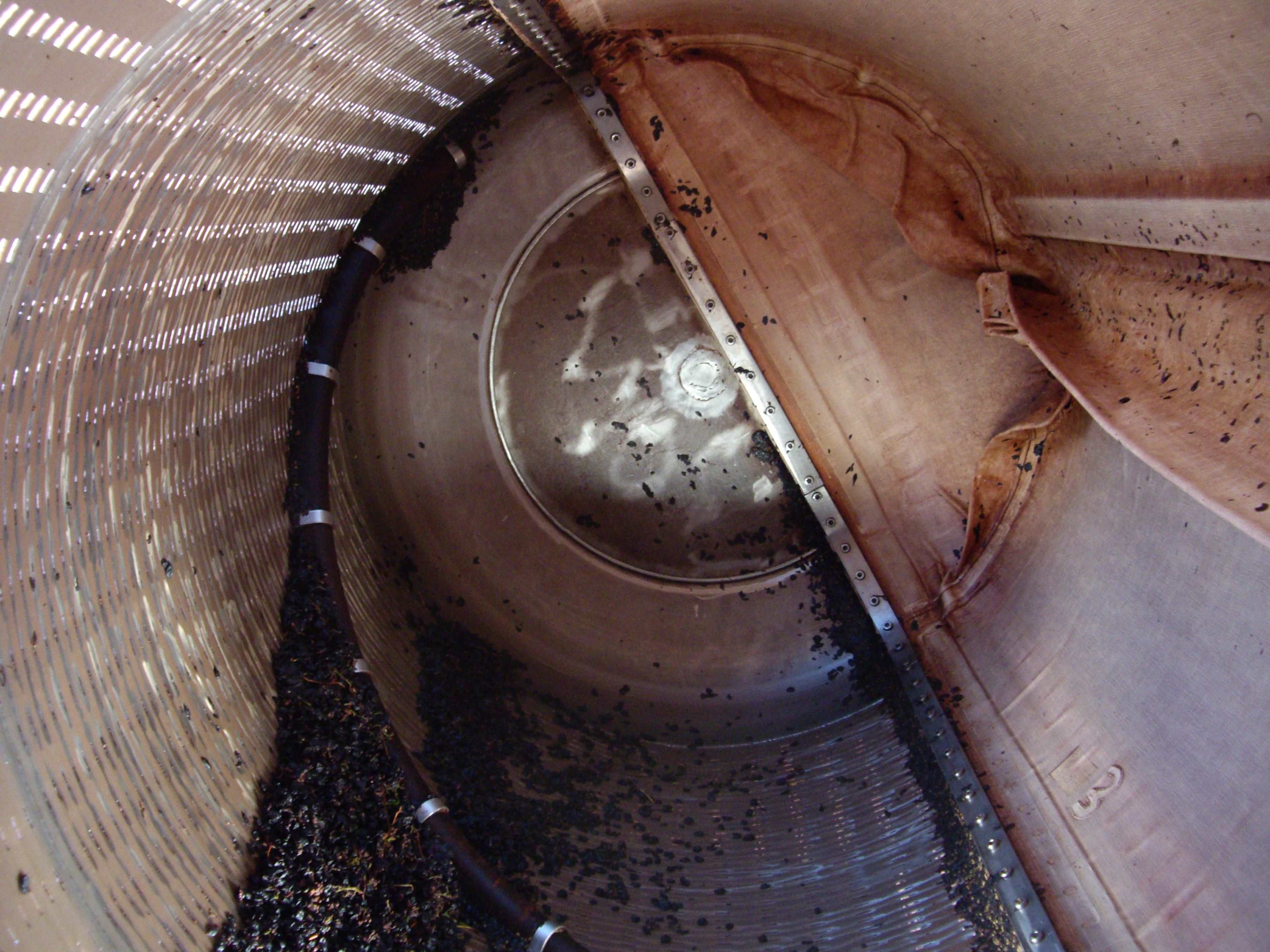
隔膜壓榨機內部，右側時抽掉氣的薄膜

典型的機械間歇壓榨最初用力1巴，並在一到二小時內升至4到6巴。有許多種不同的間歇壓榨機，以下列出了最常見的幾種：
- 筐式壓榨機：這是最早的機械壓榨機之一，由木頭製成的筐子和一個提供壓力的絞盤組成。除去間歇壓榨法的共有優缺點外，這種機器也更易令葡萄暴露在空氣中。[9][8]這種機器進一步發展出了搖頭壓榨機（Moving Head Press）[8]

- 氣控壓榨機：這種機器所用的一起中央有一條橡膠製成的皮管，隨著空氣的進入而向外擠壓容器中的葡萄。其優點是可以使葡萄均勻受壓，而且當皮管中注入冷水時也可以起到降溫的作用。缺點是清理時耗費勞力，也有可能使葡萄暴露在空氣中。[8]

- 隔膜壓榨機：通過將容器中的葡萄和可滲透的隔膜相互擠壓而作用。除去共有優點之外，其產生的雜質更少，同時其密封性也更好。缺點是花費時間太多（有時一次壓榨可能持續2-4小時[9]），同時機器價格也相對更貴。[8]

### 不間歇壓榨

葡萄解剖圖，顯示了不同部份可壓榨出的成份

有些不間歇壓榨機也被廣泛應用在釀製果汁時，以下是幾種不間歇壓榨機：
- 螺旋壓榨機：這種機器使用一個螺旋形物上下抽動將葡萄在一個有空容器中榨出汁來，除去速度快這樣的共有優點和容易損壞葡萄皮這樣的共有缺點外，這種方式會造出更多的雜質。[6][8]衝壓壓榨機是螺旋壓榨的一種改進版本，使得葡萄的移動量變小，但是同時效率也就變低了。[6]

- 帶式壓榨機：將葡萄放在可過濾的帶子上，然後用機器壓過是葡萄汁濾出。常見於整串壓榨和釀製氣泡酒時，但因為暴露在氧氣中的葡萄太多，且會產生大量沉澱物，故很多葡萄酒產區都不採用該法。[6]

#### 壓榨部
在不間歇壓榨中分有不同的壓榨部——即進行不同階段的壓榨的部份，隨著壓榨時間增加其壓力也會增加。通常釀酒師在每一部份都會用不同的容器。 
下表是釀造雷司令的葡萄汁從瀝汁（即單純壓碎葡萄時）到不同壓榨部時的成份：
| 成份                | 瀝汁時 | 第一壓榨部 | 第二壓榨部 | 第三壓榨部 |
| 白利糖度            | 17.2   | 17.5       | 17.5       | 17.5       |
| pH                  | 3.1    | 3.2        | 3.4        | 3.5        |
| 滴定酸度（克/升）   | 8.9    | 9.1        | 8.8        | 9.1        |
| 總酚含量（毫克/升） | 306    | 607        | 1142       | 1988       |
| 懸浮物（克/升）     | 46.2   | 16.8       | 27.9       | 23.7       |
|                     |        |            |            |            |

## 整串壓榨法

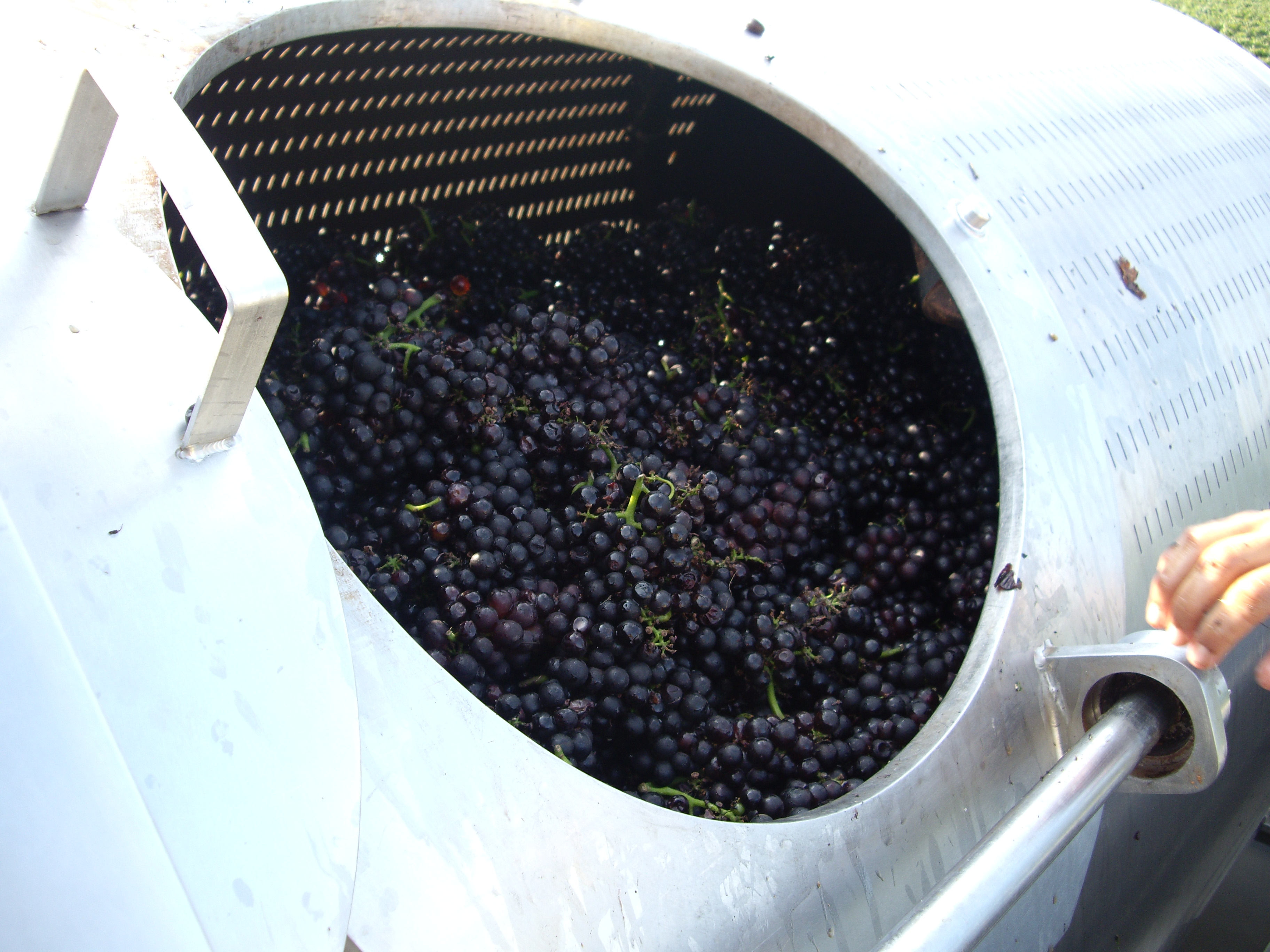
整串的黑比諾

整串壓榨法指的是葡萄不經去梗和壓碎而直接連帶著葡萄梗進行壓榨的方法。這一方法廣泛應用於釀造白葡萄酒、桃紅葡萄酒和氣泡酒時，因為這樣釀出酒更清淡、少酚類，顏色也更淡。甚至有些紅酒（例如黑比諾釀造的酒）爲了避免未成熟的葡萄產生澀味，也會用此方法。該方法也不同於未去梗而先壓碎後壓榨葡萄的方法。
在香檳，整串壓榨法使用淺的筐式榨汁機來完成，其歷史可追溯到1718年的一位叫做Dom Pérignon和他的法政牧師鄰居。